# منظمة "Women's Way"
منظمة "Women's Way" أو «طريق المرأة»، هي منظمة دعم تعليمية غير ربحية مختصة بتمويل والتعامل مع المشاكل التي تواجهها النساء والفتيات في منطقة فيلادلفيا الكبرى.
تكونت المنظمة إثر قرار عدة جمعيات غير ربحية تركز على شؤون المرأة بالتجمع في أواخر السبعينيات لمجابهة المصاعب المالية. وكانت المشاكل التي تهتم بها محل خلاف ومن الصعب تمويلها.
وقد ركزت المنظمة في السنين الماضية على برنامج دعم شامل وسياسة عامة تناقش العديد من المشاكل ومن ضمنها؛ صحة المرأة (والتي تتنوع مواضيعها بين وسائل منع الحمل وصحة الأم)، والعنف المنزلي والمجتمعي (من بينها الاتجار بالبشر والدعارة)، والمساواة في مكان العمل والاكتفاء المالي للنساء، وتمكين الفتيات من التطور وتولي القيادة، ونقص تمثيل النساء في المناصب القيادية والانتخابات.
وقد تولت «ويندي فويت» منصب رئيس المنظمة عام 2013.
وتتمحور رؤية المنظمة في شعارها بـ«خلق صوت قوي للنساء».